# Solanum herba-bona
Solanum herba-bona là loài thực vật có hoa trong họ Cà. Loài này được Reiche miêu tả khoa học đầu tiên năm 1910.